# Ramón Rozas Garfias
Ramón Ricardo Rozas Garfias (Santiago, 7 de febrero de 1843 - Ib., 29 de agosto de 1907) fue un político chileno Presidente del Senado de Chile. 
Fue hijo de Ramón de Martínez Rozas y Rozas y Bernarda Garfias y Fierro. Contrajo matrimonio con Flora Calvo Cruchaga.
Sus estudios los realizó en el Colegio Sagrados Corazones, San Ignacio e Instituto Nacional.
Fue militante del Partido Conservador. Como senador en Llanquihue, Rozas apoyó en la declaración de villa de Puerto Varas En 1894, denunció hechos relacionados al genocidio del pueblo indígena selknam al congreso, demandando una protección ante este grupo ahora casi-extincto.